# Seeschlacht vor Santiago de Cuba
Atlantischer Kriegsschauplatz

Cárdenas – Puerto Rico – Guantánamo Bay – El Caney – San Juan Hill – Santiago de Cuba I – Santiago de Cuba II
Pazifischer Kriegsschauplatz

Bucht von Manila – Guam – Manila
Die Seeschlacht von Santiago fand am 3. Juli 1898 zwischen Flottenverbänden Spaniens und der USA der Bucht vor Santiago de Cuba während des Spanisch-Amerikanischen Krieges statt. Sie endete mit der Vernichtung des spanischen Verbandes, als er versuchte, die amerikanische Blockade des Hafens zu durchbrechen. Infolgedessen waren die spanischen Streitkräfte nicht mehr in der Lage, ihre Kräfte auf Kuba zu unterstützen, sodass die Insel wenige Wochen später in amerikanische Hände fiel.

## Vorgeschichte
Nach einer zunächst ungeklärten Explosion des US-amerikanischen Linienschiffs Maine im Hafen von Havanna am 15. Februar 1898 kam es zum offenen Kriegsausbruch zwischen Spanien und den Vereinigten Staaten Ende April 1898. Nach ersten Erfolgen in Ostasien (→ Schlacht in der Bucht von Manila) begannen Einheiten der US-Navy im Mai 1898 auch mit Operationen in Westindien. Die spanische Regierung entsandte deshalb das neu aufgestellte 1. Geschwader der Armada Española unter Admiral Pascual Cervera in die Region, welches am 19. Mai in Santiago de Cuba einlief. Zuvor hatte der Verband vergeblich Kohlen in Fort-de-France (Martinique) übernehmen wollen. Nachdem Admiral Cervera die Absicht aufgegeben hatte, San Juan auf Puerto Rico anzulaufen (da dieser Hafen bereits von der United States Navy blockiert wurde), verlegte das 1. Geschwader nach Santiago de Cuba. Dort wurde der spanische Verband jedoch ab Ende Mai 1898 von einem überlegenen Flottengeschwader der US-Navy unter Konteradmiral William T. Sampson (1840–1902) ebenfalls blockiert. Am 22. Juni 1898 gingen in der Nähe von Santiago (in Daiquirí) amerikanische Truppen an Land, sodass sich Admiral Cervera gezwungen sah, einen Ausbruch zu versuchen, wenn er nicht Gefahr laufen wollte, dass seine Schiffe zwischen zwei Feuer gerieten.
Infolge der mangelhaften Wartungsmöglichkeiten befanden sich die spanische Schiffe, die Panzerkreuzer Infanta Maria Teresa (Flaggschiff), Vizcaya, Cristóbal Colón und Almirante Oquendo sowie zwei Torpedoboote, in sehr schlechtem Zustand. So waren die Rümpfe stark bewachsen (was die Geschwindigkeit der Schiffe, in Kombination mit der zumeist schlechten Qualität der gebunkerten Kohlen, massiv verringerte). Zudem waren zahlreiche Geschützverschlüsse und infolge der langen Lagerzeit auch ein erheblicher Teil der Granatzünder an Bord der Kreuzer defekt (fast 50 Prozent aller spanischen Granaten, die während der Schlacht ein Ziel trafen, erwiesen sich als Blindgänger). Die spanischen Besatzungen litten ferner darunter, dass in der Vorkriegszeit nur wenige Übungseinheiten absolviert worden waren. Der Zustand der Schiffe verschlechterte sich während der 37 Tage, in denen die Spanier in Santiago de Cuba eingeschlossen lagen, noch weiter. Insgesamt betrachtet war das spanische Geschwader insofern nur sehr eingeschränkt gefechtsbereit.

## Verlauf

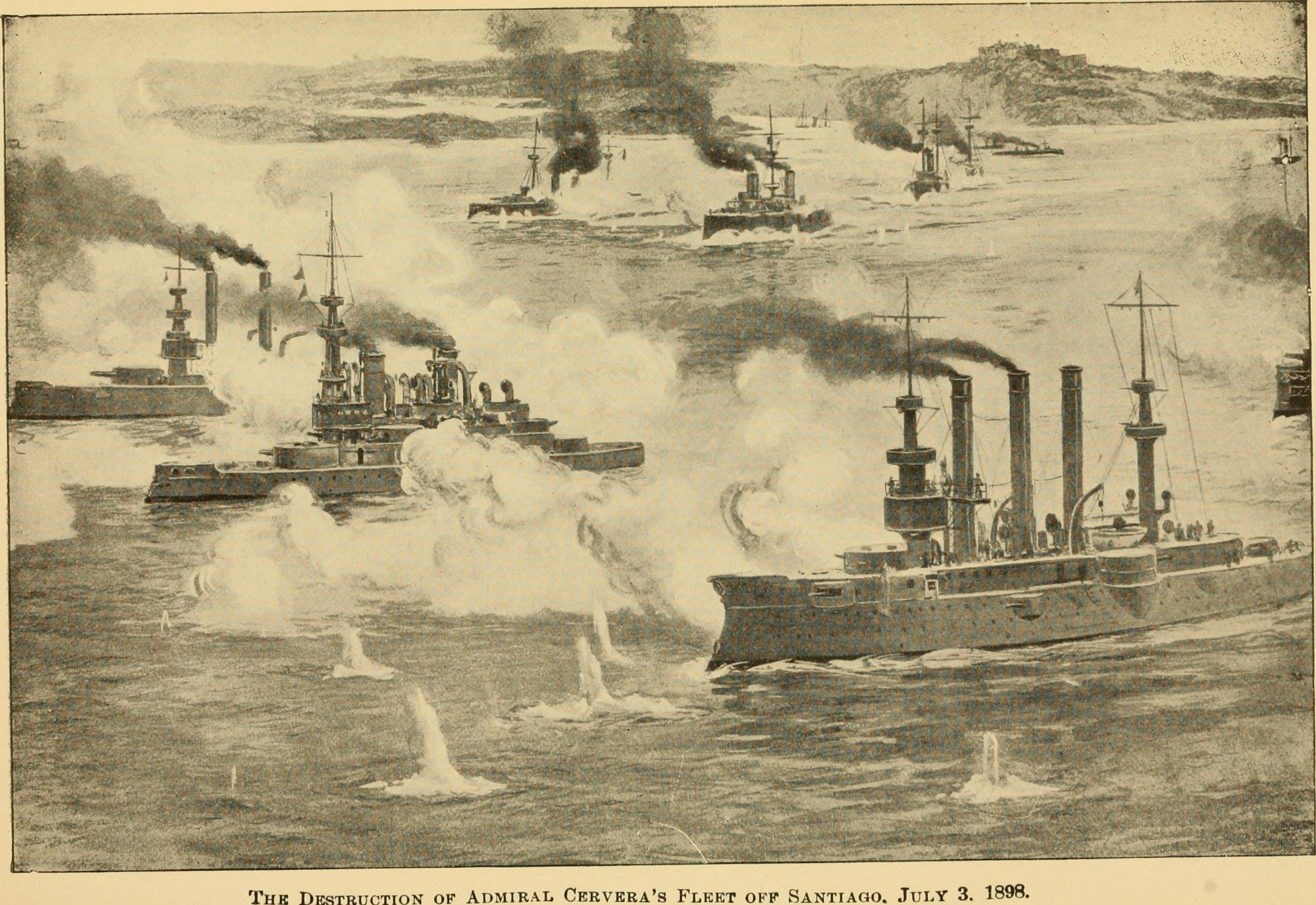
Zeitgenössische Darstellung der Schlacht

Am Morgen des 3. Juli 1898 versuchte Admiral Cervera den Durchbruch durch die amerikanische Blockade, die aus dem Panzerkreuzer Brooklyn sowie den Linienschiffen Texas, Massachusetts, Iowa und Oregon, einem Hilfskreuzer und dem Kanonenboot Vixen bestand. Da Konteradmiral Sampson auf dem Panzerkreuzer New York zu weit im Osten stand, führte Kommodore Winfield Scott Schley auf der Brooklyn zu Beginn des Gefechtes zeitweilig das Oberkommando. Aufgrund eines überstürzten Befehls zum Eindrehen auf den Gegner kam es in der Anfangsphase der Schlacht beinahe zu einer Kollision zwischen der Brooklyn und der Texas, was das Linienschiff zunächst hinter den US-Verband zurückfallen ließ (und was Schley später auch heftige Kritik einbrachte).

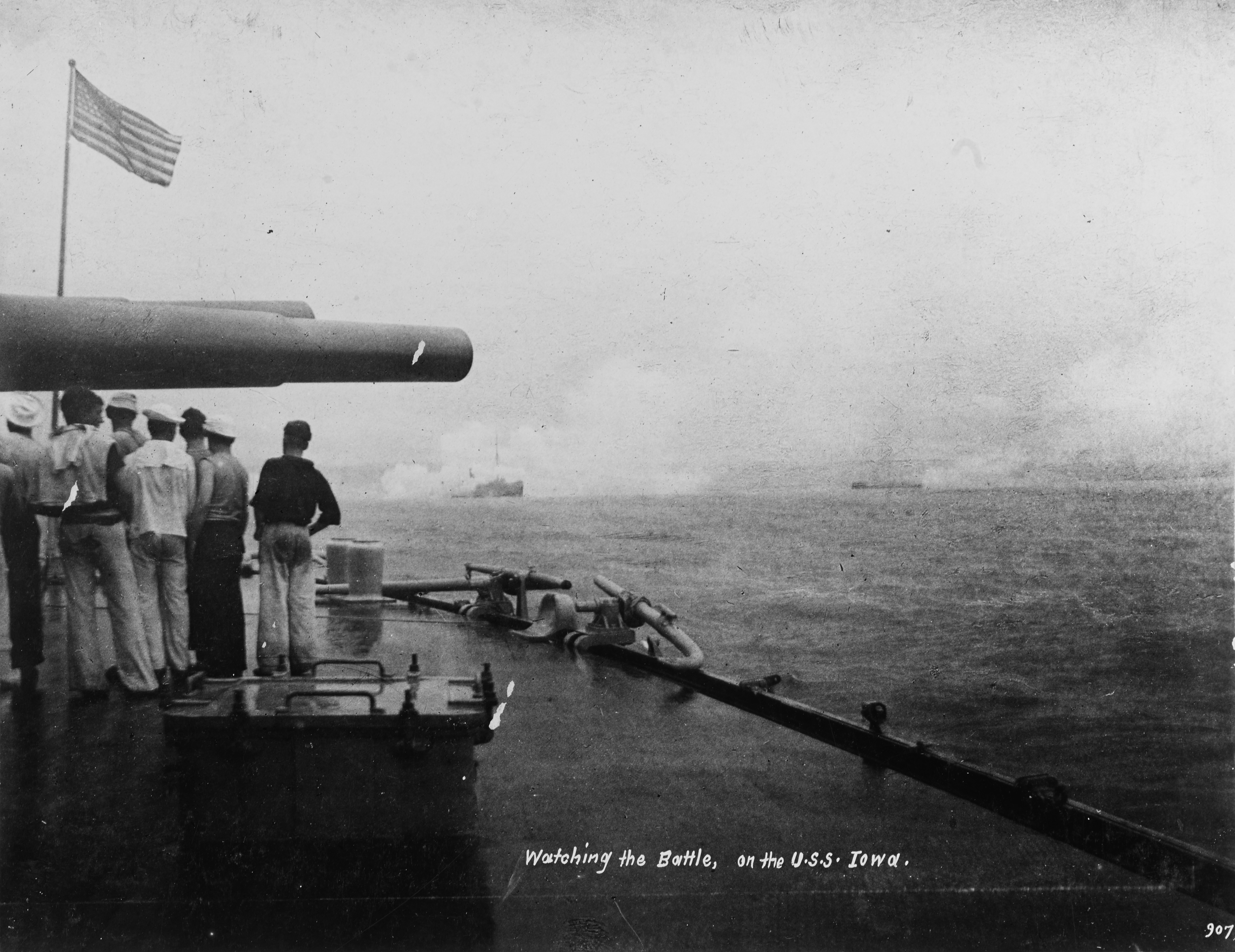
Die Schlacht von Deck des Linienschiffes Iowa aus gesehen

Der spanische Verband, mit dem Flaggschiff Infanta Maria Teresa an der Spitze, lief kurz nach 9:10 Uhr aus dem Hafen aus und navigierte entlang der Küste nach Westen. Bereits um 9:30 Uhr kamen die Brooklyn und die Iowa mit den spanischen Spitzenschiffen ins Gefecht. Das Feuer der US-Schiffe richtete auf der Almirante Oquendo und auf der Infanta Maria Teresa schon nach wenigen Minuten schwere Schäden an. Die beiden spanischen Panzerkreuzer mussten sich deshalb gegen 10:00 Uhr brennend am Strand auf Grund setzen. Über 200 Seeleute starben alleine auf diesen beiden Kreuzern. Weil die Spanier vor Kriegsbeginn die umfangreichen Holzverzierungen nicht von ihren Schiffen entfernt hatten, gerieten diese, selbst bei leichteren Treffern, schnell in Brand. Viele Teile des Oberdecks waren hierdurch alsbald nicht mehr begehbar. Etwa zur gleichen Zeit wurden auch die beiden spanischen Torpedoboote Furor und Pluton schwer getroffen. Die Furor brach nach Volltreffern auseinander und sank etwa eine Seemeile von der Küste entfernt. Unter den 17 Toten an Bord dieses Torpedobootes war auch der Kommandant, Capitán de Navío Don Fernando Villaamil, der Schöpfer der spanischen Torpedoboot-Waffe und der Befehlshaber der spanischen Torpedoboote vor Santiago de Cuba. Die Pluton setzte sich gegen 10:45 Uhr am Ufer auf Grund. Insgesamt überlebten von den 141 Crewmitgliedern der beiden Boote 108 Mann.
Gegen 11:00 Uhr musste auch die Vizcaya nach einem erbitterten Duell mit dem Panzerkreuzer Brooklyn  brennend auf den Strand laufen. Beide Schiffe liefen auf eine Distanz von nur etwa 800 bis 1100 Meter nebeneinanderher und tauschten Breitseiten aus. Dabei ereignete sich etwa 18 Seemeilen westlich von Santiago de Cuba auf der Vizcaya eine schwere Explosion im Bug. An Bord starben 76 Seeleute. Rund 300 Mann wurden später alleine von Beibooten des Linienschiffes Iowa gerettet, darunter auch der Kommandant. Gegen 12:00 Uhr explodierte an Bord des gestrandeten (und mittlerweile verlassenen) Schiffes noch eine Munitionskammer, was weitere schwere Schäden am Wrack verursachte.
Die Cristóbal Colón, das neueste und schnellste Schiff des spanischen Verbandes, konnte wegen ihres geringen Vorrates an qualitativ hochwertigeren Cardiff-Kohlen zunächst einen Vorsprung herausfahren. Sie lief rund 50 Seemeilen nach Westen, bevor sie, nachdem sie nach dem Aufbrauchen dieses geringen Vorrats an guten Kohlen massiv an Fahrt verloren hatte, von der Brooklyn, der New York und der Oregon eingeholt wurde. Nach einem kurzen Gefecht und mindestens sechs Treffern musste sich auch das letzte spanische Schiff um 13:54 Uhr, nahe der Mündung des Río Turquino, brennend auf Grund setzen. Die Besatzung dieses Schiffes zählte später 21 Tote.

## Nachbetrachtung
Nicht nur, dass die Tonnage des US-Geschwaders insgesamt größer war als die des spanischen Verbandes (so betrug die Wasserverdrängung der sechs größten amerikanische Schiffe zusammen rund 56.000 ts, die vier spanischen Kreuzer hatten zusammengefasst eine Tonnage von etwa 28.000 ts), so verfügten die Amerikaner zudem über eine wesentlich größere Anzahl an Geschützen; insgesamt standen dem US-Verband 14 schwere Geschütze (33 cm und 30,5 cm), 38 20,3-cm-Geschütze und 44 mittlere Kanonen (10,2 cm bis 15,2 cm) zur Verfügung. Die Spanier konnten dem nur sechs schwere Geschütze (28 cm) und 46 mittlere Kanonen (12 cm bis 15,2 cm) entgegenstellen. Neben dem allgemein schlechten Zustand von Geschützverschlüssen und Munition waren ferner nur drei der spanischen Panzerkreuzer mit schweren Geschützen ausgerüstet. Der Panzerkreuzer Cristóbal Colón, das modernste Schiff von Admiral Cerveras Geschwader, war überhastet und ohne schwere Hauptartillerie (es war der Einbau von zwei 25,4-cm-Geschützen geplant gewesen), die erst im April 1898 von der Elswick Ordnance Company hätten geliefert werden sollen, in den Kampf geschickt worden.
Angesichts dieses Ungleichgewichtes hinsichtlich des Zustandes der Schiffe, der numerischen Überlegenheit der United States Navy und der allgemeinen Feuerkraft war ein Erfolg der amerikanischen Marine in der Seeschlacht vor Santiago de Cuba beinahe eine zwingende Konsequenz. Dies spiegelt sich auch in der Gesamtanzahl der verfeuerten Granaten wider. Die amerikanischen Schiffe hatten während des rund vier Stunden dauernden Kampfes beinahe dreimal mehr Granaten verschossen als die Spanier. Insgesamt standen 1611 abgefeuerten US-Granaten nur 539 verschossene spanische Geschosse gegenüber, wobei allerdings die Schießergebnisse der schweren amerikanischen Schiffe eher schlecht waren. Von den US-Linienschiffen wurden insgesamt 47 33-cm-Granaten und 39 30,5-cm-Granaten abgefeuert; nachweislich trafen jedoch nur zwei 30,5-cm-Granaten ein Ziel. Andererseits erzielten die Spanier mit ihren schweren Geschützen keinen einzigen Treffer, weswegen die weitgehende Ineffektivität der schweren Geschütze auf beiden Seiten kaum Auswirkungen auf den Schlachtverlauf hatte.

## Folgen
Die Verluste auf Seiten der US-Navy waren sehr gering. Ein Mann war gefallen, etwa zehn weitere Seeleute hatten Verletzungen erlitten. Lediglich der Panzerkreuzer Brooklyn sowie die Linienschiffe Iowa und Texas waren leicht beschädigt worden. Auf der Brooklyn waren der vordere Gefechtsmast und ein Geschütz zerstört worden, der Kreuzer blieb aber gefechtsbereit. Die Spanier hatten hingegen neben dem Verlust von allen Schiffen 342 Tote und rund 150 Verwundete zu beklagen. Weitere 1612 spanische Matrosen gingen in Gefangenschaft. Die verheerende Niederlage der Spanier in der Seeschlacht vor Santiago de Cuba beendete auch die über mehrere Jahrhunderte hinweg existierende spanische Marinepräsenz in der Neuen Welt.

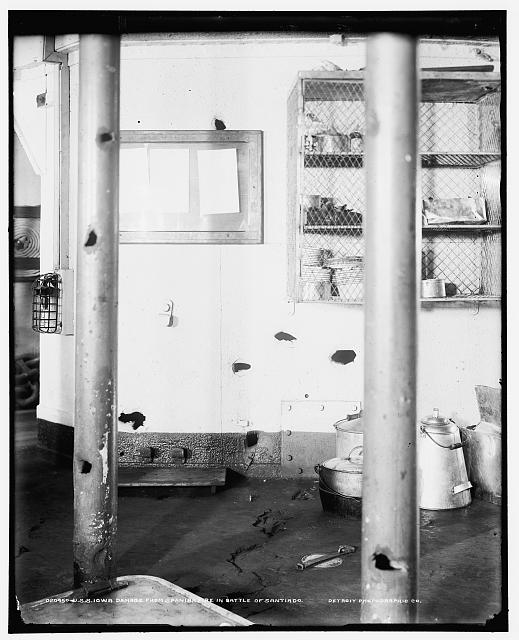
Splitterschäden an Bord des Linienschiffes Iowa

Nachdem vor Santiago die letzten Einheiten der spanischen Flotte vernichtet worden waren, war es lediglich eine Frage der Zeit, bis Kuba, das nun völlig abgeschnitten war, von den US-Streitkräften eingenommen werden würde. Die Stadt Santiago de Cuba fiel nach zwei Wochen Belagerung am 17. Juli 1898. Doch in den nächsten Wochen dezimierte das Gelbfieber die amerikanischen Landungstruppen. Dies zwang Anfang August zur fast vollständigen Räumung der Insel. Kurz darauf wurde jedoch am 12. August 1898 bereits in Washington ein Vorfriedensprotokoll unterzeichnet.